# A5505SA
A5505SA（えーごーごーぜろごえすえー）は、三洋電機が開発・製造した、auブランドを展開するKDDIおよび沖縄セルラー電話のCDMA 1X対応の携帯電話である。

## 特徴
A5503SAの後継機種で、A5503SAで好評だったFMラジオに加え、GLOBAL PASSPORTにも対応している。ステレオスピーカーを採用しており、FMラジオをヘッドフォン無しで聴くことが可能であるが、ケーブルがアンテナとなるため接続が必要である。GLOBAL PASSPORTは韓国のSKテレコムと提携しており、韓国内でのメールの送受信やEZwebサイト参照が可能である。
また、三洋製端末では初となるメガピクセルカメラ搭載モデルでもある。また、英和・和英辞典や、英・中・韓国語の会話文を音声で伝える外国語会話機能も搭載している。

## 歴史
- 2004年3月17日 - KDDIより発表。
- 2004年5月22日 - 発売開始。
- 2005年3月25日 - 新色としてシーンシルバーが追加。